# Nationalisme économique
Le nationalisme économique ou patriotisme économique est un ensemble de politiques qui mettent l'accent sur le contrôle interne de l'économie, du travail, et la formation de capital, même si cela nécessite l'imposition de droits de douane et autres restrictions à la circulation de la main-d'œuvre, des biens et des capitaux. Dans de nombreux cas, cette politique s'oppose à la mondialisation en cours ou au moins remet en question les avantages du libre-échange sans restriction. Le patriotisme économique peut utiliser des moyens tels que le protectionnisme et la substitution des importations par des produits locaux.
Cela désigne également un comportement spécifique du consommateur, des entreprises et des pouvoirs publics consistant à favoriser le bien ou le service produit au sein de leur nation ou de leur groupe de nations. Pour les partisans de ce type d'approche, il s'agit de promouvoir l'excellence économique du pays. Il est parfois lié à l'hostilité aux acquisitions par des groupes étrangers d'entreprises considérées comme stratégiques pour l'économie du pays.
« L'analogie avec ce qui s'est passé à la fin du XIXe siècle est frappante. » « Cette période a été marquée par une globalisation des échanges, une concurrence accrue, une grande ouverture et une circulation des biens, des capitaux et de la main-d'œuvre. Et, comme nous le vivons aujourd'hui, a émergé à l'époque une forte demande de protection de la part des salariés, des entreprises, et de certains secteurs se sentant menacés ». Indépendamment du terme "patriotisme économique" utilisé qui peut-être connoté, il est un moyen de se défendre dans les guerres économiques qui se déroulent dans le cadre des mondialisations basées sur le libre-échange. Celles-ci ont lieu, et sont promues par les économies dominantes de chaque époque.

## Objectifs

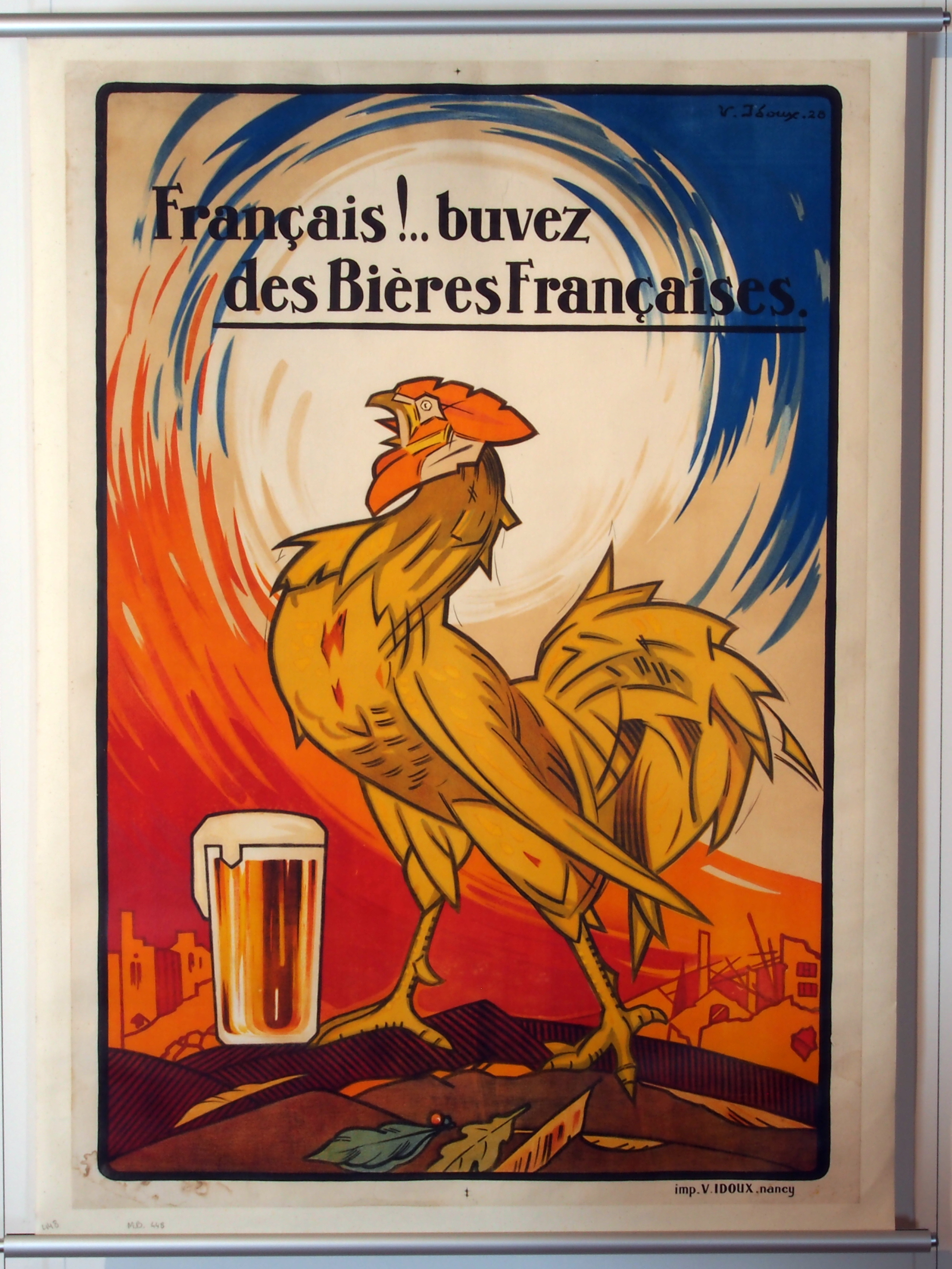
Publicité patriotique ancienne.

L'objectif est de soutenir l'activité économique et la cohésion sociale. Les partisans du patriotisme économique l'assimilent à une légitime défense d'intérêts économiques locaux (nationaux ou européens dans le cas des pays de l'union européenne). Certaines des méthodes utilisées visent à bloquer la concurrence externe et sont ainsi considérées comme du protectionnisme. Les actions menées par le gouvernement français sous la bannière du patriotisme économique ont toutefois généralement été peu suivies d'effets mesurables, par exemple dans le dossier emblématique du rachat d'Arcelor par Mittal Steel.
En 2014, selon un sondage CSA pour Les Échos, Radio Classique et l’Institut Montaigne, auprès des Français, le patriotisme économique a du sens. Pas moins de 59 % des personnes interrogées jugent que « le fait de privilégier des produits ou des entreprises françaises dans le contexte actuel de mondialisation » est « efficace pour redresser l’économie française».
Le nouveau défi de transition écologique milite pour une relocalisation de l'économie, allant dans le même sens que le "patriotisme économique", par rapport à la mondialisation libérale poussée à l'extrême dans l'éparpillement des chaînes de valeur.

## Intervenants, domaines, critères
Les initiatives pour atteindre ces objectifs peuvent être d'origines diverses, publiques ou privées. La forme principale est d'ordre étatique (étatisme) en visant à provoquer les conditions permettant aux autorités politiques et administratives d'intervenir de façon censée plus judicieuse dans les choix économiques selon les critères annoncés (ici la sauvegarde des intérêts de la "patrie").
Ces critères peuvent différer de ceux de la rentabilité financière à court terme qui serait imposée de l'extérieur par une mondialisation non maîtrisée. En ce sens le patriotisme économique rejoint certaines thèses de l'altermondialisme et du souverainisme.
Avec le développement des retraites et du rôle des investisseurs institutionnels sous l'égide d'un gouvernement, les adeptes du nationalisme économique disposent de nouveaux outils pour mettre en place leurs politiques. Au Canada, les deux plus grandes institutions dans ce genre sont le Régime de pensions du Canada ou la Caisse de dépôt et placement du Québec.
Au niveau organisationnel, l'objectif affiché d'accroître la compétitivité de l'économie et la cohésion sociale se traduit par la stimulation du développement économique des territoires, en structurant les relations des organismes territoriaux avec les entreprises qui y sont implantées.
- Le versant défensif vise à protéger des prises de participation non anticipées de type OPA hostile (Danone, Arcelor...).
- Le versant offensif a au contraire pour objectif affiché de stimuler l'émulation et la compétitivité en définissant des stratégies d'anticipation structurées et innovantes.

## Historique

### Usage de l'expression
Certaines sources affirment que l'expression « nationalisme économique » a été employée pour la première fois par Leo Pasvolsky dans un livre intitulé Economic Nationalism of the Danubian States, publié en 1928. Parmi les premiers facteurs qui ont mené à la popularité des études sur le sujet, on note la montée du nationalisme en Europe, la Grande Dépression, le démembrement de l'Empire austro-hongrois et la création de nouvelles nations. À la suite de la Seconde Guerre mondiale, ces politiques économiques ont inspiré des pays en développement pour provoquer les conditions propices à leur décollage industriel. Il faut noter que la rivalité entre l'Ouest capitaliste et l'Est « socialiste » a imposé des barrières énormes à la poursuite du développement théorique du concept et des autres modèles de développement qui ne choisissait pas son camp dans la partition des relations internationales de la Guerre froide. Au-delà du socialisme et du capitalisme, il y avait un vide théorique sérieux.
Assez ironiquement, cette expression est attestée chez l'humoriste Alphonse Allais, dans une lettre de fiction datant de 1895 adressée à Paul Déroulède, où il raille en fait l'esprit revanchard de l'époque.

### Exemples historiques
Les gouvernements ont traditionnellement un fort intérêt à préserver leur force économique et donc politique.[non neutre] Ils ont donc cherché à utiliser les outils dont ils disposent, en particulier la structure fiscale et les dépenses discrétionnaires, pour stimuler la croissance économique. Cela était particulièrement vrai lorsque la guerre était endémique au début de la période moderne : une économie forte signifiait souvent la différence entre l'indépendance politique et la soumission à une puissance étrangère. Cela a abouti à un système économique généralement connu sous le nom de mercantilisme.
- La république de Venise a conçu toute son économie autour de l'expansion de sa puissance nationale. Par exemple, Venise a ordonné que tous les navires de commerce vénitiens fassent escale à Venise, indépendamment de leur origine et de leur destination. Cela a garanti à Venise une plus grande part des profits réalisés dans le commerce des épices. Bien que cela soit moins efficace économiquement, le coût fut reporté sur les consommateurs, tandis que Venise a bénéficié de sa position d'intermédiaire[12]. Venise a également limité ses importations aux seules matières premières, réservant leur raffinage et leur transformation aux artisans vénitiens. Le succès de cette stratégie a été relevé par un homme d'affaires vénitien de premier plan:[Qui ?]

« Rien n'est meilleur pour augmenter et enrichir l'état de notre ville que pour donner toute la liberté et l'occasion que les marchandises de notre ville soient amenées ici et obtenues ici plutôt qu'ailleurs, parce que cela a un avantage à la fois à l’État et aux personnes privées. »
- En France, au XVIIe siècle, Jean-Baptiste Colbert (1619-1683), le contrôleur général des finances de Louis XIV met en œuvre une politique protectionniste ambitieuse. Colbert agit en défenseur du "patriotisme économique", réservant à la métropole l'exclusivité du commerce avec ses colonies et doublant, en 1667, les taxes sur les produits anglais et hollandais[14]. Son but était de « sortir de l'enfance » l'industrie française.
- Le Royaume-Uni a poursuivi des politiques du nationalisme économique au cours des XVIIe et XVIIIe siècles. Les deux piliers de sa stratégie économique étaient : (1) des taux de droits d’entrée élevés et (2) l'acquisition de nouveaux marchés pour ses produits. Au milieu des années 1700, le taux moyen des droits de douane en Grande-Bretagne était de 30 % ; à la fin des années 1820, il était passé à 57 %[15]. Cela a exclu les produits manufacturés étrangers des marchés britanniques et était l'une des principales conditions permettant la révolution industrielle. Dans les années 1890, par le Merchandise Marks Act 1887,  l’Angleterre a imposé aux produits d’origine allemande l’apposition d’un label « Made in Germany ». Sous couvert d'information du consommateur, il s'agissait d'inciter les ménages à soutenir l'industrie nationale par un comportement civique, en préférant l'achat de produits du Commonwealth.
- Les États-Unis ont également pratiqué le nationalisme économique au cours du XIXe et au début du XXe siècle principalement par l'imposition de droit élevés et l'acquisition de marchés en Amérique centrale et en Amérique du Sud. Les tarifs élevés étaient la norme dans la vie économique des États-Unis, et furent des politiques favorisées par les présidents Washington, Lincoln, Grant et Roosevelt[16].

Au XIXe siècle, Friedrich List a mis en lumière la stratégie de « retrait de l'échelle » : « les prêches britanniques en faveur du libre-échange faisaient penser à celui qui, parvenu au sommet d’un édifice, renvoie l’échelle à terre d’un coup de pied afin d’empêcher les autres de le rejoindre ».Cette ruse consiste à prôner le libre-échange aux pays européens, cela afin d'écouler plus facilement la production de leur industrie construite à l'abri du système protectionniste.
Le nationalisme économique en Europe précéda la première guerre mondiale. De 1875 à 1913, les taux moyens de protection douanière passèrent ainsi de 5 % à 13 % pour l'Allemagne, de 15 % à 20 % pour la France et de 20 % à 85 % pour la Russie. Selon la structure des économies, ils visèrent en priorité les biens manufacturés ou les matières premières.

### En France: intelligence économique, compétitivité cohésion sociale
Le sujet est évoqué France, depuis au moins les années 1990, par le patronat, à l'exemple de la CGPME en 1997.
Le monde politique commence à s'investir sur le sujet, le pays ne pouvant rester sans défense dans le domaine économique, à l'instar de Jean Arthuis en 1997. La politique d'intelligence économique y a été relancée en 2003 à la suite d'une rumeur d'OPA hostile sur une grande entreprise immatriculée dans ce pays.
Issue du rapport du député UMP Bernard Carayon, Intelligence économique, compétitivité cohésion sociale, l'expression « patriotisme économique » a été employée à cette occasion par le Premier ministre Dominique de Villepin le mercredi 27 juillet 2005 au cours d'une conférence de presse à la suite des rumeurs d'OPA hostile sur Danone.
À la suite de ses travaux sur l'intelligence économique, Bernard Carayon a développé le concept de « patriotisme économique ». Il estime que le patriotisme économique se justifie par l'intérêt pour tous de la « protection » d'une industrie spécifique, au nom d'une solidarité d'intérêts : « il n'y a pas d'intelligence économique sans solidarité d'intérêts et d'affection ». Il estime que « le patriotisme économique n'est pas plus un nationalisme qu'un conservatisme : c'est le garant de la cohésion sociale, un catalyseur d'énergie ». Il se justifierait par les « risques » de la mondialisation : « délocalisations, fuite de nos cerveaux, perte de la maîtrise ou déstabilisation de nos entreprises petites ou grandes ».
Dominique de Villepin avait notamment évoqué la « protection » des entreprises jugées stratégiques ou situées sur des marchés sensibles. Il s'agit alors de désigner des secteurs stratégiques - tels la recherche ou la sécurité des systèmes d'information - et de notamment réglementer les acquisitions (OPA) des sociétés par des capitaux étrangers. Un décret visant la protection des secteurs jugés stratégiques par l'État a été publié le 30 décembre 2005. Il précise 11 domaines concernés: incluant la recherche, la production en matière d'armement ou toute industrie fournissant le ministère de la défense, les systèmes de technologies de l'information pouvant être utilisés dans le domaine civil et militaire, la sécurité privée, la lutte contre «l'utilisation illicite, dans le cadre d'activités terroristes, d'agents pathogènes ou toxiques», la cryptologie, les systèmes d'interceptions ainsi que les jeux d'argent.
Le sujet reste prégnant pour les différents gouvernements faisant face à la déindustrialisation en France induite par les prises de contrôle étranger sur les ex champions nationaux, il tente de renforcer leur contre pouvoir sur le marché par le décret no 2014-479 en date du 16 mai 2014 les pouvoirs du décret no 2005-1739, donnant la possibilité au gouvernement de mettre un veto sur des investissements étrangers qui portent atteintes aux intérêts stratégiques de la France,,.
En complément des onze activités liées à la défense et à la sécurité, le nouveau décret s’applique à «l'approvisionnement en électricité, gaz, hydrocarbures ou autre source énergétique», à «l’exploitation des réseaux et des services de transport», à «l’approvisionnement en eau», aux «communications électroniques» et à la «protection de la santé publique»,.
En 2014, la branche énergie d'Alstom est vendue au groupe américain General Electric (GE),. Ce rachat crée une dépendance stratégique vis-à-vis des États-Unis dans le domaine des turbines électriques équipant les centrales nucléaires, les sous-marins et navires à propulsion nucléaire, les services de maintenances de ces équipements.
À aucun moment, il n'a été envisagé l'usage de ce dernier décret qui étend cette protection, en particulier, aux télécommunications pour s'opposer à l'achat en 2015 d'Alcatel-Lucent par Nokia. Selon Michel Combes: « Le patriotisme économique n’est pas un gros mot…, tous les autres pays le pratiquent d’une manière ou d’une autre. », « J’ai hérité d’une entreprise qui était dans une situation de quasi-faillite. Ma priorité initiale, c’était de rétablir Alcatel-Lucent, de le remettre dans le jeu ».
L'expression de « patriotisme économique » a marqué les esprits et attiré un certain nombre de commentaires, en particulier soulignant que, comme avec du protectionnisme classique, la définition des industries bénéficiant de la protection potentielle de l'État était plus le fruit de considérations politiciennes que de l'application d'une stratégie industrielle, et que cela devrait se faire au bénéfice de la société en lieu et place d'intérêts particuliers.

### Dans le monde: exemples contemporains
Le système américain d'Henry Clay, le dirigisme français, l'utilisation du MITI par le Japon pour « choisir les gagnants et les perdants », l'imposition par la Malaisie de contrôles monétaires à la suite de la crise monétaire de 1997, l'échange contrôlé par la Chine du yuan, des droits de douane par les États-Unis pour protéger la production nationale d'acier constitue de nombreuses occurrences de pratiques caractéristiques du nationalisme économique.
Les instances sont devenues plus visibles à partir de 2005, après l'intervention de plusieurs gouvernements pour empêcher les prises de contrôle d'entreprises nationales par des entreprises étrangères. Certains cas incluent :
- Proposition de prise de contrôle d'Arcelor (Espagne, France et Luxembourg) par Mittal (Inde)[34].
- La participation du gouvernement français à Danone (France) en tant qu'industrie stratégique pour anticiper une offre publique d'achat potentielle de PepsiCo (USA)[35].
- Prise de contrôle bloquée d’Autostrade, un opérateur italien de péage par la société espagnole Abertis.
- Proposition de reprise d'Endesa (Espagne) par E.ON (Allemagne) et contre-offre de Gas Natural (Espagne).
- Proposition de reprise de Suez (France) par Enel (Italie) et contre-offre de Gaz de France (France)[36].
- Opposition du Congrès des États-Unis d'Amérique à l'offre publique d'achat pour Unocal (USA) par CNOOC (Chine), et la prise de contrôle par Chevron (États-Unis).
- L'opposition politique aux États-Unis en 2006 pour vendre des activités de gestion portuaire dans six grands ports américains à une société DP World basée aux Émirats arabes unis[37].
- Le cas de nouveaux projets de loi, au début de 2007, limitant l'accès des entreprises étrangères à la richesse des ressources naturelles de la Russie et certaines industries russes[38].
- Le gouvernement néo-zélandais a posé son veto à l'offre d'investissement du Régime de pensions du Canada pour une participation majoritaire à l'aéroport d'Auckland en 2008[39].
- La renationalisation depuis 2003 en Argentine de nombreuses entreprises anciennement publiques privatisées au cours des années 1990. Certaines des firmes les plus importantes contrôlées par la propriété étrangère au moment de leur renationalisation incluent Aguas Argentinas (distributeur de l'eau desservant Buenos Aires), Aerolíneas Argentinas, la compagnie d'énergie YPF[40], et Metrogas.

### Justifications politiques
La raison d'une politique relevant d'un nationalisme économique dans les cas évoqués varie d'une offre à l'autre.
Dans le cas de l'offre d'achat d'Arcelor par Mittal, les préoccupations principales concernaient la sécurité d'emploi pour les employés d'Arcelor des sites français et luxembourgeois.
Les cas du français Suez et de l'espagnol Endesa impliquaient le désir des gouvernements européens respectifs de créer un «champion national» capable de rivaliser à la fois au niveau européen et mondial.
Le gouvernement français et le gouvernement américain ont utilisé la sécurité nationale comme raison pour s'opposer à des prises de contrôle de Danone, Unocal, et à l'offre de DP World pour 6 ports américains.
Dans aucun des exemples donnés ci-dessus, l'offre initiale était réputée être contraire aux intérêts de la concurrence. Dans de nombreux cas, les actionnaires ont appuyé l'offre étrangère. Par exemple, en France, après que la soumission de Suez par Enel a été contrecarrée par la société publique française Gaz De France, les actionnaires de Suez se sont plaints et les syndicats de Gaz de France étaient dans un tumulte en raison de la privatisation de leurs emplois.

## Politiques économiques

### Union européenne
Un patriotisme économique européen suppose que l'on définisse une politique industrielle à l'échelle de l'Union européenne. Or, depuis le traité de Rome, on a mis la concurrence au premier plan pour satisfaire les intérêts des consommateurs, au détriment des États et des entreprises. L'Union européenne est devenue le seul territoire offert à ses concurrents sans qu'elle impose la moindre réciprocité. En matière de marchés publics (1000 milliards d'euros par an), le taux d'ouverture européen est de 90 %, alors qu'il n'est que de 32 % aux États-Unis, de 28 % au Japon, et de 0 % dans les « pays émergés ». Les exportations de l'union européene est soumise à des normes techniques américaines comme à des législations protectionnistes, nord et sud américaines, russe et chinoise. L'Union européenne interdit aides publiques et les concentrations, ce que ses concurrents, lancés depuis longtemps dans la constitution de géants industriels, ne se privent pas de faire.

### États-Unis
Les États-Unis disposent d'un Comité pour l'investissement étranger aux États-Unis (CFIUS) chargé d'évaluer les acquisitions d'entreprises américaines et composé de 11 agences US, incluant les départements de la Défense, du Trésor, et du Commerce, de même que le département de la sécurité intérieure.
Les États-Unis ne se priveraient d'ailleurs pas d'employer les réseaux et technologies informatiques dans le sens de leurs intérêts économiques (Echelon).
L'ambassadeur des États-Unis en France déclare concernant la mise en place de tels comités en Europe: « Je trouve cela bien. Nous connaissons cela aussi ».

## Critiques

### Critique libérale
Selon la plupart des commentateurs de cette tendance, le patriotisme économique correspondrait à une forme de protectionnisme qui, visant à bloquer la concurrence externe, ne permettrait pas de profiter des avantages d'une économie ouverte et irait ainsi en sens contraire de l'objectif affiché d'émulation et de compétitivité. Il jouerait donc contre les intérêts nationaux. Le gouvernement français serait donc tenté par un nouveau colbertisme.
Concrètement, le consommateur sacrifiant ses intérêts enrichit le producteur national aux dépens de lui-même et du producteur étranger.

### Autres critiques
- Certains cercles voient un manque de doctrine théorique, notamment le cercle des économistes, dans une parution de novembre 2006.
- Les efforts menés au titre du patriotisme économique n'ont guère de résultats mesurables et peuvent même se révéler contre-productifs, en pénalisant l'image internationale de la France comme économie ouverte et en handicapant l'internationalisation des groupes que le gouvernement entend protéger. Nicolas Véron du cercle de réflexion Bruegel parle de « partenaires échaudés » et écrit que « peu de responsables français ont conscience de l'empreinte profonde laissée en 2004-2005 par les affaires Aventis, Alstom et EADS dans le débat économique allemand ». Il considère que la politique protectionniste est responsable des mesures protectionnistes « préoccupantes » prises par l'Espagne ou l'Allemagne[44].
- Absence de stratégie de long terme : c'est un fait que jusqu'en septembre 2005, il n'y avait pas de relation entre le haut responsable à l'intelligence économique et le délégué interministériel au développement durable. Depuis 2005, cette coordination est réalisée en France.
- Seules les grandes entreprises seraient concernées par ce concept ; en réalité, la politique publique de la France cherche à intégrer les PME via la structuration de pôles de compétitivité et le réseau des chambres de commerce.
- L'absence de dimension européenne de la vision : en réalité, la politique publique d'intelligence économique française cherche à se coordonner avec celle de l'Allemagne.
- L'asymétrie éthique, les prises de contrôle de sociétés étrangères par des sociétés du pays sont considérées légitimes tandis que celles en sens inverse sont vues comme des agressions ne respectant pas les règles du jeu.